# Edaphus sinicola
Edaphus sinicola is een keversoort uit de familie van de kortschildkevers (Staphylinidae). De wetenschappelijke naam van de soort werd voor het eerst geldig gepubliceerd in 2004 door Smetana.